# العلاقات الأردنية الدومينيكانية
العلاقات الأردنية الدومينيكانية هي العلاقات الثنائية التي تجمع بين الأردن وجمهورية الدومينيكان.

## مقارنة بين البلدين
هذه مقارنة عامة ومرجعية للدولتين:
| وجه المقارنة                                              | الأردن                   | جمهورية الدومينيكان |
| --------------------------------------------------------- | ------------------------ | ------------------- |
| المساحة (كم2)                                             | 89.34 ألف                | 48.67 ألف           |
| عدد السكان (نسمة)                                         | 9.81 مليون               | 10.40 مليون         |
| الكثافة السكانية (ن./كم²)                                 | 109.81                   | 213.68              |
| العاصمة                                                   | عمان                     | سانتو دومينغو       |
| اللغة الرسمية                                             | اللغة العربية            | اللغة الإسبانية     |
| العملة                                                    | دينار أردني              | بيزو دومنيكاني      |
| الناتج المحلي الإجمالي (بليون دولار)                      | 40.07 مليار              | 75.93 مليار         |
| الناتج المحلي الإجمالي (تعادل القوة الشرائية) بليون دولار | 82.80 مليار              | 149.89 مليار        |
| الناتج المحلي الإجمالي الاسمي للفرد دولار أمريكي          | 4.94 ألف                 | 6.47 ألف            |
| الناتج المحلي الإجمالي للفرد دولار أمريكي                 | 12.05 ألف                | 13.26 ألف           |
| مؤشر التنمية البشرية                                      | 0.748                    | 0.715               |
| رمز المكالمات الدولي                                      | +962                     | +1809، +1829، +1849 |
| رمز الإنترنت                                              | .jo                      | .do                 |
| المنطقة الزمنية                                           | ت ع م+02:00، ت ع م+03:00 | 00                  |

## منظمات دولية مشتركة
يشترك البلدان في عضوية مجموعة من المنظمات الدولية، منها:
| علم المنظمة | اسم المنظمة                        | تاريخ انضمام الأردن | تاريخ انضمام جمهورية الدومينيكان |
| ----------- | ---------------------------------- | ------------------- | -------------------------------- |
|             | الاتحاد البريدي العالمي            | ?                   | ?                                |
|             | يونسكو                             | 14 يونيو 1950       | 4 نوفمبر 1946                    |
|             | البنك الدولي للإنشاء والتعمير      | 29 أغسطس 1952       | 18 سبتمبر 1961                   |
|             | منظمة التجارة العالمية             | ?                   | ?                                |
|             | وكالة ضمان الاستثمار متعدد الأطراف | 12 أبريل 1988       | 7 مارس 1997                      |
|             | منظمة الشرطة الجنائية الدولية      | ?                   | ?                                |
|             | مؤسسة التمويل الدولية              | 20 يوليو 1956       | 31 أكتوبر 1961                   |
|             | الأمم المتحدة                      | 14 ديسمبر 1955      | 24 أكتوبر 1945                   |
|             | مؤسسة التنمية الدولية              | 4 أكتوبر 1960       | 16 نوفمبر 1962                   |
|             | منظمة حظر الأسلحة الكيميائية       | ?                   | ?                                |

## وصلات خارجية
- موقع وزارة الخارجية الأردنية